# Marc Lauterbach
Marc Lauterbach (* 9. Dezember 1990) ist ein deutscher Handballtorwart.
Der 1,93 m große Lauterbach kam 2011 vom Drittligisten HSG Gensungen/Felsberg zur MT Melsungen. Lauterbach spielte übergangsweise mit einem Doppelspielrecht auch noch für seinen alten Verein in der 3. Liga. Lauterbach machte 2011 sein Abitur. Nach der Saison 2013 beschloss er, seine Handballerkarriere zugunsten einer beruflichen Ausbildung zurückzustellen. Seitdem läuft Lauterbach nur noch für Gensungen/Felsberg auf.